# Antonia Pozzi
Antonia Pozzi (Milaan, 13 februari 1912 – Milaan, 3 december 1938) was een Italiaans dichteres.

## Biografie
Antonia Pozzi werd geboren in 1912 als dochter van een Milanees advocaat en gravin Lina Cavagna Sangiuliani en groeide op in een aristocratische en rijke familie. Ze begon gedichten te schrijven op zestienjarige leeftijd. Op de middelbare school had ze een (verboden) liefdesrelatie met haar leerkracht Grieks-Latijn Antonio Maria Cervi, een gebeurtenis die haar leven sterk beïnvloedde.
In 1930 begon ze filosofie en literatuur te studeren aan de Universiteit van Milaan en in 1936 behaalde ze een doctoraat in de filosofie. Pozzi ondernam tal van lange reizen doorheen Europa. Ze was vooral geïnteresseerd in de moderne Duitse, Franse en Engelse literatuur.
Ze werd wanhopig door het sombere politieke Italiaanse en Europese klimaat en de rassenwetten van 1938 die een aantal van haar vrienden troffen. In 1938 stierf zij in Milaan door zelfdoding met barbituraten. Ze werd op een decemberavond gevonden in de gazon van de Abbazia di Chiaravalle. Haar vader weigerde haar zelfmoord te erkennen en vertelde dat ze gestorven was door een longontsteking. Haar testament werd door hem vernietigd alsook een deel van haar brieven. Haar resterende werk werd in 1939 postuum gepubliceerd.

## Verfilmingen
In 2009 verscheen een eerste Italiaanse film over Pozzi met de titel Poesia che mi guardi, onder regie van Marina Spada. In 2014 verscheen een documentaire over de dichteres Il cielo in me. Vita irrimediabile di una poetessa, van Sabrina Bonaiti en Marco Ongania.

In 2015 werd een biografische film gemaakt onder de naam Antonia, geregisseerd door Ferdinando Cito Filomarino die op 4 juli in première ging op het internationaal filmfestival van Karlsbad.